# Derek Trucks
Derek Trucks (8 de juny de 1979) és un guitarrista i compositor estatunidenc nascut a Jacksonville, Florida. Fundador de The Derek Trucks Band, amb la qual va guanyar un Premi Grammy l'any 2010, fou membre de The Allman Brothers Band desde 1999 fins a la separació del grup (2014). Al 2010 va formar la Tedeschi Trucks Band, juntament amb la seva dona, la també guitarrista i compositora de blues Susan Tedeschi. El seu estil musical va des del blues i el rock fins a la música hindú, de la qual té una gran influència per haver estudiat a l'Ali Akhbar College of Music de San Rafael (Califòrnia).
Gràcies a la seva habilitat a la guitarra, especialment en la tècnica silde, és considerat per la revista Rolling Stone com el 16è Millor Guitarrista de tots els temps.
És nebot de Butch Trucks, baterista i membre fundador de The Allman Brothers Band. El seu germà petit, Duane Trucks, també músic, és percussionista de la banda Widespread Panic i de Hard Working Americans.

## Inicis
Derek Trucks va néixer a Jacksonville, Florida. Segons el propi músic, els seus pares el van anomenar així en honor del grup d'Eric Clapton Derek and the Dominos.
Des de ben petit ja fou considerat un nen prodigi de la música. Per influències paternes va decantar-se pel blues i el rock. Va començar a tocar la guitarra amb 9 anys i a destacar especialment amb l'estil slide. La seva fascinació per instrumentistes com Duane Allman, Elmore James o Ry Cooder (tots ells grans virtuosos del bottleneck) van afavorir la inclinació de Trucks per aquesta tècnica.
Amb només 13 anys ja havia girat amb artistes de la talla de Buddy Guy.

## Carrera
Derek Trucks va formar The Derek Trucks Band l'any 1994, amb només 14 anys. L'èxit de la banda va permetre al músic de Jacksonville tocar al costat de Bob Dylan, Joe Walsh i Stephen Stills abans de complir els 20 anys.
L'any 1999, va unir-se a The Allman Brothers Band a petició del seu oncle i baterista de la banda Butch Trucks, degut a la marxa de Jack Pearson a causa de tinnitus. Tot i que anteriorment ja havia fet diverses col·laboracions com a convidat, a partir d'aquell any va passar a formar part de la formació de manera oficial. Trucks apareix en els àlbums Peakin' at the Beacon (2000), Live at the Beacon Theatre (DVD, 2003), Hittin' the Note (2003) i One Way Out (2004).
L'any 2006 va participar en la gravació de l'àlbum col·laboratiu de J.J. Cale i Eric Clapton titulat The Road to Escondido. El juliol de 2007 va ser convidat pel mateix Clapton a participar al 2007 Crossroads Guitar Festival i, posteriorment, va girar com a part de la seva banda fins a finals d'any.
L'any 2008 va construir un estudi propi dins de casa seva i va gravar amb la Derek Trucks Band el sisè àlbum d'estudi del grup, titulat Already Free.
L'any 2010, Derek Trucks i la seva dona, Susan Tedeschi, van decidir fusionar les seves respectives bandes per formar la Tedeschi Trucks Band, que comptaria amb músics de la talla de Mike Mattison, Otel Burbdrige, Kofi Burbridge o Tyler Greenwell, entre d'altres. Aquell mateix 2010, The Derek Trucks Band rebria el Premi Grammy al "Millor àlbum de Blues Contemporani", per Already Free (2009).
L'èxit de Tedeschi Trucks Band fou incontestable des dels seus inicis. No només per la popularitat dels seus músics, sinó per la qualitat dels seus àlbums i, especialment, del seu directe. La gran popularitat de la banda l'ha portat a omplir teatres i sales de concerts per tot el món.
L'any 2012, Revelator (2011), l'àlbum debut de Tedeschi Trucks Band, aconseguiria el Premi Grammy al "Millor àlbum de Blues". Seria el segon Grammy de la carrera de Derek Trucks.
A principis de 2014, Trucks anunciava que abandonaria The Allman Brothers Band a finals d'any per centrar-se en la seva carrera amb Tedeschi Trucks Band. El guitarrista de Jacksonville formaria part de l'últim concert de la banda dels germans Allman, el 28 d'octubre de 2014 al Beacon Theatre de Nova York.
L'any 2015, la revista musical Rolling Stone el va catalogar com el 16è Millor Guitarrista de tots els temps, consolidant així la seva figura com a llegenda viva del blues i el rock.

## Estil musical
Derek Trucks cita als guitarristes Duane Allman i Elmore James com les seves referències principals a l'hora d'adoptar l'slide com a forma de tocar. Malgrat que les seves arrels estan lligades al blues i al rock (especialment el rock sureny, estretament relacionat amb la ciutat de Jacksonville), també ha abraçat el soul, el jazz, la música qawwali (propia del sufisme al Panjab) i la llatinoamericana com a estils propis. El tercer àlbum d'estudi de The Derek Trucks Band, Joyful Noise (2002), n'és una bona prova, ja que inclou una dinàmica barreja de gèneres que van des del gòspel a la música hindustaní, passant pel blues, el soul, el jazz fusió i la música llatinoamericana de Rubén Blades.
Trucks sol tocar la guitarra en afinació Mi (E) obert i fa servir un bottleneck de la marca Dunlop.